# Daniel Mesguich
Daniel Mesguich (Algiers, 15 juli 1952) is een Frans-Algerijns acteur en toneel- en operaregisseur.

## Leven en werk

### Opleiding tot toneelacteur
In 1970 vatte Daniel Mesguich toneelstudies in Parijs aan aan het Conservatoire national supérieur d'art dramatique (CNSAD). Onmiddellijk daarna richtte hij zijn eigen theatergezelschap op, het Théâtre du Miroir. Met dat gezelschap debuteerde hij op de planken en vertolkte de rol van jeune premier in klassieke Franse toneelstukken die hij dikwijls zelf regisseerde.

### Filmacteur
Enkele jaren later begon hij ook te werken in de televisie- en de filmwereld als acteur die nevenpersonages voor zijn rekening nam. Voor het grote scherm werkte hij samen met cineasten die als auteurs bekendstonden zoals François Truffaut en Michel Deville.
Tijdens de jaren tachtig nam zijn werk als toneelregisseur hem meer en meer in beslag en was hij minder en minder te zien op het scherm. Pas in 1998 werd hij opnieuw opgemerkt in een stevige rol, in het historisch drama Le radeau de la Méduse. Enkel in de Frans-Belgische joodse tragikomedie Le Tango des Rashevski (Sam Garbarski, 2003) speelde hij nog een rol van betekenis.

### Toneelregisseur en -pedagoog
Mesguich bleef voornamelijk werkzaam in de toneelwereld, als acteur en geleidelijk aan meer en meer als regisseur. Hij leidde gezaghebbende Franse toneelgezelschappen zoals het Théâtre Gérard-Philipe. Als toneelpedagoog schreef hij talrijke artikels. Hij vertaalde ook heel wat toneelstukken. In 2007 werd hij benoemd tot directeur van het CNSAD, instituut waar het voor hem allemaal begon. Hij is eveneens bedrijvig als operaregisseur.

## Filmografie

### Lange speelfilms
- 1977: La Fille de Prague avec un sac très lourd (Danièle Jaeggi)
- 1978: Molière (Ariane Mnouchkine)
- 1978: Le Dossier 51 (Michel Deville)
- 1979: L'Amour en fuite (François Truffaut)
- 1979: Clair de femme (Costa-Gavras)
- 1980: La Banquière (Francis Girod)
- 1981: Quartet (James Ivory)
- 1981: La Chanson du mal aimé (Claude Weisz)
- 1983: La Belle Captive (Alain Robbe-Grillet)
- 1983: Les Mots pour le dire (José Pinheiro)
- 1983: Les Îles (Iradj Azimi)
- 1984: Le Bon Plaisir (Francis Girod) (enkel stem)
- 1984: L'Araignée de satin (Jacques Baratier)
- 1984: Mon inconnue (Philippe Harel)
- 1984: Paris vu par... vingt ans après (Place Clichy) (Bernard Dubois)
- 1985: Contes clandestins (Dominique Crèvecoeur)
- 1989: L'Autrichienne (Pierre Granier-Deferre)
- 1990: La Femme fardée (José Pinheiro)
- 1990: Lacenaire (Francis Girod)
- 1994: Le radeau de la Méduse (Iradj Azimi)
- 1995: Jefferson à Paris (James Ivory)
- 1997: Tiré à part (Bernard Rapp)
- 2001: D'Artagnan (The Musketeer) (Peter Hyams)
- 2003: Le Divorce (James Ivory)
- 2003: Le Tango des Rashevski (Sam Garbarski)
- 2012: Le Capital (Costa-Gavras)
- 2021: Tout s'est bien passé (François Ozon)

- Biblioteca Nacional de España: XX1063522
- Bibliothèque nationale de France: cb12519498b (data)
- Gemeinsame Normdatei: 120032473
- International Standard Name Identifier: 0000 0001 0938 1936
- Library of Congress Control Number: n82089043
- MusicBrainz: a27a6132-5a7d-4c5b-bf30-ae0581152c9c
- Nationale Bibliotheek van Tsjechië: xx0043845
- Nationale Bibliotheek van Israël: 987007449492605171
- Nationale Bibliotheek van Polen: a0000003393863
- Nederlandse Thesaurus van Auteursnamen: 145777634
- SNAC: w6bg414g
- Système universitaire de documentation: 034438971
- Virtual International Authority File: 115393901
- WorldCat: E39PBJpjg7Vkcrhx38bqgqr8YP